# Nectaspida
Нектаспіди (Nectaspida) — вимерлий ряд членистоногих незрозумілого систематичного положення. Автор, Персі Реймонд, відніс групу до трилобітів (Trilobita), деякі ж вчені відносять до окремої власної групи, спорідненої з трилобітами і відноситься до підтипу Трилобітоподібні (Trilobitomorpha).

## Систематика
Відомо три родини:
- Emucaridae
- Liwiidae
- Naraoiidae

## Ресурси Інтернету
- Are Naraoids trilobites? [Архівовано 20 квітня 2013 у Wayback Machine.] — photographs of specimens and discussion of classification controversy.
- Order Nectaspida — more technical overview with references and descriptions of known genera.

| Цератопс | Це незавершена стаття з палеонтології. Ви можете допомогти проєкту, виправивши або дописавши її. |